# Lanthus vernalis
Lanthus vernalis – gatunek ważki z rodziny gadziogłówkowatych (Gomphidae). Występuje na terenie Ameryki Północnej.